# Llista de monuments de l'Alta Ribagorça
Llista de monuments de l'Alta Ribagorça inclosos en l'Inventari del Patrimoni Arquitectònic Català per la comarca de l'Alta Ribagorça. Inclou els inscrits en el Registre de Béns Culturals d'Interès Nacional (BCIN) amb una classificació arquitectònica, els Béns Culturals d'Interès Local (BCIL) immobles i la resta de béns arquitectònics integrants del patrimoni cultural català.
Entre els monuments històrics estan incloses les esglésies romàniques de la Vall de Boí, declarades en conjunt com a Patrimoni de la Humanitat per la UNESCO l'any 2000.

## Monuments Patrimoni de la Humanitat
| Monument                                                                  | Protecció          | Estil/època                      | Localització                                       | Coordenades                                          | Codi?         | Imatge |
| ------------------------------------------------------------------------- | ------------------ | -------------------------------- | -------------------------------------------------- | ---------------------------------------------------- | ------------- | --- |
| Església de Sant Joan de Boí                                              | PH BCIN 63-MH-EN   | Romànic XI                       | La Vall de Boí Boí                                 | 42° 31′ 21″ N, 0° 50′ 01″ E / 42.522402°N,0.833605°E | RI-51-0001298 | Església de Sant Joan de Boí (la Vall de Boí) · Vegeu més fotos d'aquest monument · Carregueu una nova foto d'aquest monument                        |
| Església de Santa Maria de Cardet                                         | PH BCIN 1888-MH-EN | Romànic, obra popular XI-XII, XV | La Vall de Boí Cardet                              | 42° 29′ 52″ N, 0° 47′ 10″ E / 42.497883°N,0.786051°E | RI-51-0007079 | Església de Santa Maria de Cardet (la Vall de Boí) · Vegeu més fotos d'aquest monument · Carregueu una nova foto d'aquest monument                   |
| Església de l'Assumpció de Cóll, Santa Maria de Cóll                      | PH BCIN 1889-MH-EN | Romànic, gòtic XII, XIV-XV       | La Vall de Boí Cóll                                | 42° 28′ 20″ N, 0° 46′ 22″ E / 42.472103°N,0.772646°E | RI-51-0007082 | Església de l'Assumpció de Cóll (la Vall de Boí) · Vegeu més fotos d'aquest monument · Carregueu una nova foto d'aquest monument                     |
| Església de la Nativitat de la Mare de Déu de Durro, Santa Maria de Durro | PH BCIN 300-MH-EN  | Romànic XII                      | La Vall de Boí C. de l'Església, c. Sarahis. Durro | 42° 29′ 53″ N, 0° 49′ 15″ E / 42.498178°N,0.820745°E | RI-51-0007216 | Església de la Nativitat de la Mare de Déu de Durro (la Vall de Boí) · Vegeu més fotos d'aquest monument · Carregueu una nova foto d'aquest monument |
| Capella de Sant Quirc de Durro, Sant Quirs                                | PH BCIN 1890-MH-EN | Romànic XII, XVII-XVIII          | La Vall de Boí Durro                               | 42° 29′ 43″ N, 0° 48′ 42″ E / 42.495224°N,0.811742°E | RI-51-0007081 | Capella de Sant Quirc de Durro (la Vall de Boí) · Vegeu més fotos d'aquest monument · Carregueu una nova foto d'aquest monument                      |
| Església de Santa Eulàlia d'Erill la Vall                                 | PH BCIN 64-MH-EN   | Romànic XI-XII                   | La Vall de Boí Erill la vall                       | 42° 31′ 29″ N, 0° 49′ 32″ E / 42.524816°N,0.825531°E | RI-51-0001299 | Església de Santa Eulàlia d'Erill la Vall (la Vall de Boí) · Vegeu més fotos d'aquest monument · Carregueu una nova foto d'aquest monument           |
| Església de Sant Climent de Taüll                                         | PH BCIN 76-MH-EN   | Romànic XI-XII                   | La Vall de Boí Taüll                               | 42° 31′ 03″ N, 0° 50′ 55″ E / 42.517481°N,0.848661°E | RI-51-0000692 | Església de Sant Climent de Taüll (la Vall de Boí) · Vegeu més fotos d'aquest monument · Carregueu una nova foto d'aquest monument                   |
| Església de Santa Maria de Taüll                                          | PH BCIN 77-MH-EN   | Romànic XI-XII                   | La Vall de Boí Pl. de l'Església, Taüll            | 42° 31′ 13″ N, 0° 50′ 50″ E / 42.520235°N,0.847179°E | RI-51-0000693 | Església de Santa Maria de Taüll (la Vall de Boí) · Vegeu més fotos d'aquest monument · Carregueu una nova foto d'aquest monument                    |
| Església de Sant Feliu de Barruera                                        | PH BCIN 1887-MH-EN | Romànic, gòtic XI-XII, XV        | La Vall de Boí Camí de l'Església, Barruera        | 42° 30′ 15″ N, 0° 48′ 09″ E / 42.504061°N,0.802488°E | RI-51-0007080 | Església de Sant Feliu de Barruera (la Vall de Boí) · Vegeu més fotos d'aquest monument · Carregueu una nova foto d'aquest monument                  |

## El Pont de Suert
| Monument                                                                             | Protecció       | Estil/època                                   | Localització                                                  | Coordenades                                            | Codi?         | Imatge |
| ------------------------------------------------------------------------------------ | --------------- | --------------------------------------------- | ------------------------------------------------------------- | ------------------------------------------------------ | ------------- | --- |
| Església de Santa Maria de Viu de Llevata, Església de l'Assumpció de la Mare de Déu | BCIN 381-MH-EN  | Romànic XII                                   | El Pont de Suert Viu de Llevata                               | 42° 22′ 10″ N, 0° 48′ 45″ E / 42.369462°N,0.812408°E   | RI-51-0010430 | Església de Santa Maria de Viu de Llevata (el Pont de Suert) · Vegeu més fotos d'aquest monument · Carregueu una nova foto d'aquest monument               |
| Castell d'Erillcastell                                                               | BCIN 1285-MH    | Obra popular Medieval                         | El Pont de Suert Erillcastell                                 | 42° 25′ 27″ N, 0° 48′ 06″ E / 42.424225°N,0.801737°E   | RI-51-0006440 | Castell d'Erillcastell (el Pont de Suert) · Vegeu més fotos d'aquest monument · Carregueu una nova foto d'aquest monument                                  |
| Castell de Castelló de Tor, Castilló de Tor                                          | BCIN 1286-MH    | Romànic                                       | El Pont de Suert Castilló de Tor                              | 42° 26′ 03″ N, 0° 44′ 30″ E / 42.434073°N,0.741752°E   | RI-51-0006441 | Carregueu una nova foto d'aquest monument |
| Castell de Viu de Llevata                                                            | BCIN 1287-MH    | Romànic                                       | El Pont de Suert Viu de Llevata                               | 42° 22′ 09″ N, 0° 48′ 55″ E / 42.369182°N,0.815348°E   | RI-51-0006442 | Castell de Viu de Llevata (el Pont de Suert) · Vegeu més fotos d'aquest monument · Carregueu una nova foto d'aquest monument                               |
| Església de Santa Maria de les Neus d'Irgo, Mare de Déu de les Neus                  | BCIN 1899-MH-EN | Obra popular XVIII                            | El Pont de Suert Als afores d'Irgo                            | 42° 26′ 40″ N, 0° 46′ 17″ E / 42.444571°N,0.771294°E   | RI-51-0007084 | Església de Santa Maria de les Neus d'Irgo (el Pont de Suert) · Vegeu més fotos d'aquest monument · Carregueu una nova foto d'aquest monument              |
| Església de Sant Climent d'Iran                                                      | BCIN 1900-MH-EN | Romànic XI                                    | El Pont de Suert Iran                                         | 42° 27′ 33″ N, 0° 46′ 49″ E / 42.4592694°N,0.7802806°E | RI-51-0007086 | Església de Sant Climent d'Iran (el Pont de Suert) · Vegeu més fotos d'aquest monument · Carregueu una nova foto d'aquest monument                         |
| Ermita de Sant Salvador d'Irgo                                                       | BCIN 1901-MH-EN | Obra popular XVIII                            | El Pont de Suert Irgo de Tor                                  | 42° 26′ 15″ N, 0° 46′ 09″ E / 42.437617°N,0.769134°E   | RI-51-0007085 | Ermita de Sant Salvador d'Irgo (el Pont de Suert) · Vegeu més fotos d'aquest monument · Carregueu una nova foto d'aquest monument                          |
| Antiga església parroquial, Església Vella del Pont de Suert                         | BCIL 2004       | Obra popular XVI                              | El Pont de Suert C. del Pont                                  | 42° 24′ 26″ N, 0° 44′ 24″ E / 42.407233°N,0.740003°E   | IPA-16084     | Antiga església parroquial (el Pont de Suert) · Vegeu més fotos d'aquest monument · Carregueu una nova foto d'aquest monument                              |
| Palau Abacial del Pont de Suert                                                      | BCIL 2004       | Obra popular XVI                              | El Pont de Suert C. del Pont                                  | 42° 24′ 25″ N, 0° 44′ 23″ E / 42.407053°N,0.739663°E   | IPA-16085     | Palau Abacial del Pont de Suert (el Pont de Suert) · Vegeu més fotos d'aquest monument · Carregueu una nova foto d'aquest monument                         |
| Església Nova de l'Assumpció, Església parroquial de Santa Maria                     | BCIL 2004       | Darreres tendències XX                        | El Pont de Suert Av. Victorià Muñoz, 11                       | 42° 24′ 33″ N, 0° 44′ 27″ E / 42.409052°N,0.740873°E   | IPA-16086     | Església Nova de l'Assumpció (el Pont de Suert) · Vegeu més fotos d'aquest monument · Carregueu una nova foto d'aquest monument                            |
| Plaça Mercadal                                                                       |                 | Obra popular XVIII                            | El Pont de Suert Pl. Mercadal                                 | 42° 24′ 29″ N, 0° 44′ 24″ E / 42.407946°N,0.740062°E   | IPA-16087     | Plaça Mercadal (el Pont de Suert) · Vegeu més fotos d'aquest monument · Carregueu una nova foto d'aquest monument                                          |
| Plaça Major                                                                          |                 | Obra popular Medieval                         | El Pont de Suert Pl. Major                                    | 42° 24′ 27″ N, 0° 44′ 25″ E / 42.407621°N,0.740274°E   | IPA-16088     | Plaça Major (el Pont de Suert) · Vegeu més fotos d'aquest monument · Carregueu una nova foto d'aquest monument                                             |
| Carrer Major                                                                         |                 | Obra popular Medieval                         | El Pont de Suert C. Major                                     | 42° 24′ 26″ N, 0° 44′ 25″ E / 42.407321°N,0.740325°E   | IPA-16089     | Carrer Major (el Pont de Suert) · Vegeu més fotos d'aquest monument · Carregueu una nova foto d'aquest monument                                            |
| Carrer d'Avall                                                                       |                 | Obra popular Medieval                         | El Pont de Suert C. d'Avall                                   | 42° 24′ 25″ N, 0° 44′ 24″ E / 42.407010°N,0.740005°E   | IPA-16090     | Carrer d'Avall (el Pont de Suert) · Vegeu més fotos d'aquest monument · Carregueu una nova foto d'aquest monument                                          |
| Casa Cotori                                                                          |                 | Eclecticisme XIX                              | El Pont de Suert Pl. Mercadal, 8                              | 42° 24′ 28″ N, 0° 44′ 24″ E / 42.407840°N,0.739896°E   | IPA-16091     | Casa Cotori (el Pont de Suert) · Vegeu més fotos d'aquest monument · Carregueu una nova foto d'aquest monument                                             |
| Passatge del Baixador de la Riba                                                     |                 | Obra popular XVIII                            | El Pont de Suert Pl. Mercadal                                 | 42° 24′ 29″ N, 0° 44′ 24″ E / 42.408030°N,0.739898°E   | IPA-16092     | Passatge del Baixador de la Riba (el Pont de Suert) · Vegeu més fotos d'aquest monument · Carregueu una nova foto d'aquest monument                        |
| Església de Sant Esteve de Ventolà                                                   | BCIL 2004       | Romànic, neoclassicisme, obra popular X-XVIII | El Pont de Suert Ventolà                                      | 42° 24′ 05″ N, 0° 45′ 11″ E / 42.401466°N,0.753039°E   | IPA-16094     | Església de Sant Esteve de Ventolà (el Pont de Suert) · Vegeu més fotos d'aquest monument · Carregueu una nova foto d'aquest monument                      |
| Església parroquial de Sant Martí de Llesp                                           | BCIL 2004       | Romànic, neoclassicisme XII-XIX               | El Pont de Suert Llesp                                        | 42° 27′ 24″ N, 0° 45′ 31″ E / 42.456705°N,0.758650°E   | IPA-16096     | Església parroquial de Sant Martí de Llesp (el Pont de Suert) · Vegeu més fotos d'aquest monument · Carregueu una nova foto d'aquest monument              |
| Església parroquial de Sant Esteve                                                   |                 | Obra popular                                  | El Pont de Suert Castilló de Tor                              | 42° 26′ 00″ N, 0° 44′ 28″ E / 42.433341°N,0.741074°E   | IPA-16098     | Església parroquial de Sant Esteve (el Pont de Suert) · Vegeu més fotos d'aquest monument · Carregueu una nova foto d'aquest monument                      |
| Antiga església parroquial de Santa Maria de Sarroqueta                              | BCIL 2004       | Preromànic, romànic IX-XI                     | El Pont de Suert Sarroqueta                                   | 42° 26′ 31″ N, 0° 43′ 41″ E / 42.442062°N,0.728070°E   | IPA-16100     | Antiga església parroquial de Santa Maria de Sarroqueta (el Pont de Suert) · Vegeu més fotos d'aquest monument · Carregueu una nova foto d'aquest monument |
| Església parroquial de Santa Cecília                                                 |                 | Neoclassicisme, obra popular XVIII            | El Pont de Suert Gotarta                                      | 42° 25′ 18″ N, 0° 45′ 51″ E / 42.421801°N,0.764162°E   | IPA-16103     | Carregueu una nova foto d'aquest monument |
| Església sufragània de Sant Esteve d'Igüerri                                         | BCIL 2004       | Romànic XI-XVIII                              | El Pont de Suert Igüerri                                      | 42° 25′ 48″ N, 0° 46′ 04″ E / 42.430093°N,0.767685°E   | IPA-16105     | Església sufragània de Sant Esteve d'Igüerri (el Pont de Suert) · Vegeu més fotos d'aquest monument · Carregueu una nova foto d'aquest monument            |
| Església parroquial de Sant Pere de Malpàs                                           |                 | Obra popular XIX                              | El Pont de Suert Pl. del Prat, Malpàs                         | 42° 24′ 31″ N, 0° 47′ 34″ E / 42.408498°N,0.792889°E   | IPA-16109     | Carregueu una nova foto d'aquest monument |
| Plaça Major de Malpàs                                                                |                 | Obra popular                                  | El Pont de Suert Pl. Major, Malpàs                            | 42° 24′ 30″ N, 0° 47′ 34″ E / 42.408302°N,0.792792°E   | IPA-16110     | Carregueu una nova foto d'aquest monument |
| Església de Santa Maria d'Erillcastell                                               | BCIL 2004       | Obra popular                                  | El Pont de Suert Erillcastell                                 | 42° 25′ 27″ N, 0° 48′ 04″ E / 42.424087°N,0.801132°E   | IPA-16112     | Església de Santa Maria d'Erillcastell (el Pont de Suert) · Vegeu més fotos d'aquest monument · Carregueu una nova foto d'aquest monument                  |
| Església sufragània de Santa Eulàlia de Peranera                                     | BCIL 2004       | Obra popular XIX                              | El Pont de Suert Peranera                                     | 42° 25′ 17″ N, 0° 48′ 54″ E / 42.421332°N,0.814927°E   | IPA-16114     | Carregueu una nova foto d'aquest monument |
| Església parroquial de Sant Martí de Castellars                                      | BCIL 2004       | Neoclassicisme, obra popular XVIII            | El Pont de Suert Castellars                                   | 42° 24′ 52″ N, 0° 48′ 35″ E / 42.414371°N,0.809754°E   | IPA-16116     | Església parroquial de Sant Martí de Castellars (el Pont de Suert) · Vegeu més fotos d'aquest monument · Carregueu una nova foto d'aquest monument         |
| Font de Viu de Llevata                                                               |                 | Neoclassicisme                                | El Pont de Suert Viu de Llevata                               | 42° 22′ 09″ N, 0° 48′ 50″ E / 42.369187°N,0.813971°E   | IPA-16118     | Carregueu una nova foto d'aquest monument |
| Capella de Sant Pere de Mas del Gras                                                 |                 | Obra popular, neoclassicisme XVIII            | El Pont de Suert Mas del Gras                                 | 42° 20′ 58″ N, 0° 49′ 30″ E / 42.349523°N,0.825046°E   | IPA-16120     | Carregueu una nova foto d'aquest monument |
| Església parroquial de Sant Vicenç d'Adons                                           |                 | Obra popular, neoclassicisme XVIII            | El Pont de Suert Adons                                        | 42° 20′ 00″ N, 0° 49′ 44″ E / 42.33342°N,0.828917°E    | IPA-16122     | Carregueu una nova foto d'aquest monument |
| Paller                                                                               |                 | Obra popular                                  | El Pont de Suert Adons                                        |                                                        | IPA-16123     | Carregueu una nova foto d'aquest monument |
| Església parroquial de Santa Maria de Corroncui                                      | BCIL 2004       | Obra popular, romànic XII-XX                  | El Pont de Suert Viu de Llevata, Corroncui                    | 42° 20′ 02″ N, 0° 51′ 09″ E / 42.333815°N,0.852366°E   | IPA-16126     | Església parroquial de Santa Maria de Corroncui (el Pont de Suert) · Vegeu més fotos d'aquest monument · Carregueu una nova foto d'aquest monument         |
| Església parroquial de Sant Fruitós de Perves                                        | BCIL 2004       | Obra popular, neoclassicisme XVIII            | El Pont de Suert Perves                                       | 42° 21′ 43″ N, 0° 51′ 03″ E / 42.362055°N,0.850734°E   | IPA-16128     | Església parroquial de Sant Fruitós de Perves (el Pont de Suert) · Vegeu més fotos d'aquest monument · Carregueu una nova foto d'aquest monument           |
| Voltes i passadissos                                                                 |                 | Obra popular Medieval                         | El Pont de Suert Perves                                       | 42° 21′ 43″ N, 0° 51′ 02″ E / 42.361858°N,0.850656°E   | IPA-16129     | Voltes i passadissos de Perves(el Pont de Suert) · Vegeu més fotos d'aquest monument · Carregueu una nova foto d'aquest monument                           |
| Ermita de Santa Llúcia de Perves                                                     |                 | Obra popular XVIII                            | El Pont de Suert Perves                                       | 42° 21′ 48″ N, 0° 50′ 56″ E / 42.363441°N,0.849002°E   | IPA-16130     | Carregueu una nova foto d'aquest monument |
| Pont del Remei de Castilló de Tor                                                    | BCIL 2004       | Obra popular Medieval                         | El Pont de Suert Sota el poble de Castilló de Tor             | 42° 25′ 54″ N, 0° 44′ 33″ E / 42.431755°N,0.742541°E   | IPA-16132     | Carregueu una nova foto d'aquest monument |
| Pont de Montiberri                                                                   |                 | Obra popular                                  | El Pont de Suert Sobre el riu Gironella al pantà d'Escales    | 42° 23′ 18″ N, 0° 44′ 51″ E / 42.388395°N,0.747605°E   | IPA-20883     | Pont de Montiberri (el Pont de Suert) · Vegeu més fotos d'aquest monument · Carregueu una nova foto d'aquest monument                                      |
| Ermita de Santa Margarida de Peranera                                                | BCIL 2004       | Romànic XI                                    | El Pont de Suert Peranera                                     | 42° 26′ 34″ N, 0° 49′ 24″ E / 42.442658°N,0.823447°E   | IPA-30381     | Ermita de Santa Margarida de Peranera (el Pont de Suert) · Vegeu més fotos d'aquest monument · Carregueu una nova foto d'aquest monument                   |
| Església de Sant Romà de Casós                                                       | BCIL 2004       | Romànic XII                                   | El Pont de Suert Casós                                        | 42° 28′ 58″ N, 0° 44′ 02″ E / 42.482725°N,0.733914°E   | IPA-30382     | Carregueu una nova foto d'aquest monument |
| Cisterna de Casa Quartal                                                             | BCIL 2004       | Obra popular XIII-XIV                         | El Pont de Suert Peranera                                     |                                                        | IPA-30383     | Carregueu una nova foto d'aquest monument |
| Església de Sant Bartomeu d'Erta                                                     | BCIL 2004       | Romànic XI-XII                                | El Pont de Suert Peranera                                     | 42° 25′ 33″ N, 0° 50′ 37″ E / 42.425927°N,0.843673°E   | IPA-30384     | Carregueu una nova foto d'aquest monument |
| Església de Sant Romà de Massivert                                                   | BCIL 2004       | Romànic XI                                    | El Pont de Suert Massivert                                    | 42° 23′ 57″ N, 0° 48′ 55″ E / 42.399189°N,0.815155°E   | IPA-30385     | Carregueu una nova foto d'aquest monument |
| Església de Sant Sadurní d'Esperan                                                   | BCIL 2004       | Romànic XII                                   | El Pont de Suert Esperan                                      | 42° 26′ 04″ N, 0° 47′ 30″ E / 42.434394°N,0.791764°E   | IPA-30386     | Església de Sant Sadurní d'Esperan (el Pont de Suert) · Vegeu més fotos d'aquest monument · Carregueu una nova foto d'aquest monument                      |
| Esglesiola de Sant Iscle i Santa Victòria de Gironella                               | BCIL 2004       | Romànic XI-XII                                | El Pont de Suert Gironella                                    | 42° 23′ 46″ N, 0° 47′ 23″ E / 42.396032°N,0.789623°E   | IPA-30387     | Carregueu una nova foto d'aquest monument |
| Pont de Viu de Llevata                                                               | BCIL 2004       | Obra popular                                  | El Pont de Suert Al començament del barranc de Viu de Llevata | 42° 22′ 19″ N, 0° 49′ 05″ E / 42.371920°N,0.817939°E   | IPA-30388     | Carregueu una nova foto d'aquest monument |
| Monestir de Santa Maria de Lavaix                                                    | BCIL 2004       | Romànic IX                                    | El Pont de Suert Panta d'Escales                              | 42° 23′ 18″ N, 0° 44′ 52″ E / 42.388261°N,0.747842°E   | IPA-30389     | Monestir de Santa Maria de Lavaix (el Pont de Suert) · Vegeu més fotos d'aquest monument · Carregueu una nova foto d'aquest monument                       |
| Ajuntament del Pont de Suert                                                         |                 | Obra popular XX                               | El Pont de Suert Pl. Major, 9                                 | 42° 24′ 27″ N, 0° 44′ 25″ E / 42.40748°N,0.74031°E     | IPA-38440     | Ajuntament (el Pont de Suert) · Vegeu més fotos d'aquest monument · Carregueu una nova foto d'aquest monument                                              |
| Església de Sant Gil de Pinyana                                                      | BCIL 2004       | XVIII                                         | El Pont de Suert Pinyana                                      | 42° 19′ 48″ N, 0° 53′ 05″ E / 42.329993°N,0.884598°E   | IPA-38458     | Església de Sant Gil de Pinyana (el Pont de Suert) · Vegeu més fotos d'aquest monument · Carregueu una nova foto d'aquest monument                         |
| Ca de Jaumot                                                                         | BCIL 2013       | Barroc XVIII                                  | El Pont de Suert C. Major, 9                                  | 42° 24′ 26″ N, 0° 44′ 25″ E / 42.407247°N,0.740384°E   | IPA-42240     | Ca de Jaumot (el Pont de Suert) · Vegeu més fotos d'aquest monument · Carregueu una nova foto d'aquest monument                                            |
| Molí d'Aigua del Barranc de la Torxida                                               |                 | Obra popular XIX-XX                           | El Pont de Suert Barranc de la Torxida                        |                                                        | IPA-43743     | Carregueu una nova foto d'aquest monument |
| Antiga Colònia ENHER, Poblat Nou del Pont de Suert                                   |                 | Noucentisme XX                                | El Pont de Suert Av. Victoriano Muñoz - pl. Rodona            | 42° 24′ 39″ N, 0° 44′ 24″ E / 42.410897°N,0.740021°E   | IPA-49595     | Carregueu una nova foto d'aquest monument |
| Trumfera del Coll de la Creu de Perves                                               |                 |                                               | El Pont de Suert                                              |                                                        | IPA-53517     | Carregueu una nova foto d'aquest monument |

## La Vall de Boí
| Monument                                                | Protecció       | Estil/època                          | Localització | Coordenades                                            | Codi?         | Imatge |
| ------------------------------------------------------- | --------------- | ------------------------------------ | --- | ------------------------------------------------------ | ------------- | --- |
| Fortificació de Boí                                     | BCIN 514-MH     | Medieval                             | La Vall de Boí Boí | 42° 31′ 19″ N, 0° 49′ 59″ E / 42.5220194°N,0.8330333°E | RI-51-0006268 | Fortificació de Boí (la Vall de Boí) · Vegeu més fotos d'aquest monument · Carregueu una nova foto d'aquest monument                           |
| Torre del Pubill                                        | BCIN 515-MH-EN  | Romànic XII                          | La Vall de Boí Barruera | 42° 30′ 21″ N, 0° 48′ 05″ E / 42.505739°N,0.801492°E   | RI-51-0006269 | Torre del Pubill (la Vall de Boí) · Vegeu més fotos d'aquest monument · Carregueu una nova foto d'aquest monument                              |
| Capella de Sant Quirc de Taüll, o Sant Quirs            | BCIN 1891-MH-EN | Romànic XII-XIII                     | La Vall de Boí Taüll | 42° 30′ 49″ N, 0° 51′ 10″ E / 42.513588°N,0.852811°E   | RI-51-0007083 | Capella de Sant Quirc de Taüll (la Vall de Boí) · Vegeu més fotos d'aquest monument · Carregueu una nova foto d'aquest monument                |
| Cardet                                                  | BCIN 1892-CH-EN | Romànic, obra popular Medieval-XXI   | La Vall de Boí Cardet | 42° 29′ 53″ N, 0° 47′ 08″ E / 42.498°N,0.78548°E       | RI-53-0000419 | Nucli urbà de Cardet (la Vall de Boí) · Vegeu més fotos d'aquest monument · Carregueu una nova foto d'aquest monument                          |
| Barruera                                                | BCIN 1893-CH-EN | Romànic, obra popular Medieval-XXI   | La Vall de Boí Barruera | 42° 30′ 18″ N, 0° 48′ 03″ E / 42.50508°N,0.80074°E     | RI-53-0000423 | Nucli urbà de Barruera (la Vall de Boí) · Vegeu més fotos d'aquest monument · Carregueu una nova foto d'aquest monument                        |
| Cóll                                                    | BCIN 1894-CH-EN | Romànic Medieval-XXI                 | La Vall de Boí Cóll | 42° 28′ 22″ N, 0° 46′ 16″ E / 42.47271°N,0.77115°E     | RI-53-0000422 | Centre urbà de Cóll (la Vall de Boí) · Vegeu més fotos d'aquest monument · Carregueu una nova foto d'aquest monument                           |
| Boí                                                     | BCIN 1895-CH-EN | Romànic, obra popular Medieval-XXI   | La Vall de Boí Boí | 42° 31′ 20″ N, 0° 50′ 00″ E / 42.52219°N,0.83345°E     | RI-53-0000421 | Centre urbà de Boí (la Vall de Boí) · Vegeu més fotos d'aquest monument · Carregueu una nova foto d'aquest monument                            |
| Erill la Vall                                           | BCIN 1896-CH-EN | Romànic, obra popular Medieval-XXI   | La Vall de Boí Erill la Vall | 42° 31′ 32″ N, 0° 49′ 31″ E / 42.52561°N,0.82519°E     | RI-53-0000424 | Nucli urbà d'Erill la Vall (la Vall de Boí) · Vegeu més fotos d'aquest monument · Carregueu una nova foto d'aquest monument                    |
| Durro                                                   | BCIN 1897-CH-EN | Romànic, obra popular Medieval-XXI   | La Vall de Boí Durro | 42° 29′ 54″ N, 0° 49′ 18″ E / 42.49827°N,0.82157°E     | RI-53-0000420 | Nucli urbà de Durro (la Vall de Boí) · Vegeu més fotos d'aquest monument · Carregueu una nova foto d'aquest monument                           |
| Part de la Vall de Boí i de la Noguera de Tor           | BCIN 1902-LH    |                                      | La Vall de Boí (Barruera, Boí, Erill la Vall, Cardet, Taüll, Cóll, Durro, Caldes de Boí, Saraís) i el Pont de Suert (Irgo i Iran) | 42° 31′ 20″ N, 0° 50′ 03″ E / 42.522123°N,0.83406°E    | RI-54-0000082 | Part de la Vall de Boí i de la Noguera de Tor (la Vall de Boí) · Vegeu més fotos d'aquest monument · Carregueu una nova foto d'aquest monument |
| Capella de la Puríssima de Barruera                     | BCIL 2002       | Obra popular XVI                     | La Vall de Boí C. Major, 22, Barruera                                                                                             | 42° 30′ 19″ N, 0° 48′ 04″ E / 42.50534°N,0.8012°E      | IPA-15953     | Capella de la Puríssima de Barruera (la Vall de Boí) · Vegeu més fotos d'aquest monument · Carregueu una nova foto d'aquest monument           |
| Quadra Guillem                                          |                 | Obra popular XVI                     | La Vall de Boí C. Major, 42, Barruera                                                                                             | 42° 30′ 22″ N, 0° 48′ 06″ E / 42.506154°N,0.801618°E   | IPA-15954     | Carregueu una nova foto d'aquest monument |
| Casa Guillem                                            | BCIL 2002       | Obra popular XVI                     | La Vall de Boí C. Major, 42, Barruera                                                                                             | 42° 30′ 22″ N, 0° 48′ 06″ E / 42.506154°N,0.801618°E   | IPA-15955     | Carregueu una nova foto d'aquest monument |
| L'Abadia, Antonio Guillem                               |                 | Renaixement XVI                      | La Vall de Boí Pati Casa Guillem, Barruera                                                                                        | 42° 30′ 22″ N, 0° 48′ 06″ E / 42.506154°N,0.801618°E   | IPA-15956     | Carregueu una nova foto d'aquest monument |
| Paller de Miró                                          |                 | Obra popular XIX                     | La Vall de Boí C. Major, 43, Barruera                                                                                             |                                                        | IPA-15957     | Carregueu una nova foto d'aquest monument |
| Paller de Boneta                                        |                 | Obra popular XX                      | La Vall de Boí C. Major, 41, Barruera                                                                                             | 42° 30′ 23″ N, 0° 48′ 05″ E / 42.506268°N,0.801377°E   | IPA-15958     | Paller de Boneta (la Vall de Boí) · Vegeu més fotos d'aquest monument · Carregueu una nova foto d'aquest monument                              |
| Pallers de Pubill                                       |                 | Obra popular XX                      | La Vall de Boí C. Major, 38, Barruera                                                                                             | 42° 30′ 22″ N, 0° 48′ 05″ E / 42.506012°N,0.801491°E   | IPA-15959     | Carregueu una nova foto d'aquest monument |
| Quadra Farré d'Avall                                    |                 | Obra popular XIX                     | La Vall de Boí C. Major, 32, Barruera                                                                                             | 42° 30′ 18″ N, 0° 48′ 03″ E / 42.505058°N,0.800921°E   | IPA-15960     | Carregueu una nova foto d'aquest monument |
| Quadra Coll, antiga Casa Pubill                         |                 | Obra popular XVIII                   | La Vall de Boí C. Major, 37, Barruera                                                                                             |                                                        | IPA-15962     | Carregueu una nova foto d'aquest monument |
| Paller Coll                                             |                 | Obra popular XIX                     | La Vall de Boí C. Major, 30, Barruera                                                                                             | 42° 30′ 21″ N, 0° 48′ 05″ E / 42.505891°N,0.801401°E   | IPA-15963     | Paller Coll (la Vall de Boí) · Vegeu més fotos d'aquest monument · Carregueu una nova foto d'aquest monument                                   |
| Casa Sans                                               |                 | Obra popular XIX                     | La Vall de Boí C. Major, 26, Barruera                                                                                             | 42° 30′ 21″ N, 0° 48′ 06″ E / 42.505768°N,0.801795°E   | IPA-15964     | Carregueu una nova foto d'aquest monument |
| Paller de Conilla                                       |                 | Obra popular XX                      | La Vall de Boí C. Major - C. dels Horts, Barruera                                                                                 | 42° 30′ 17″ N, 0° 48′ 03″ E / 42.504671°N,0.800768°E   | IPA-15965     | Carregueu una nova foto d'aquest monument |
| Paller carrer dels Horts, 8                             |                 | Obra popular XVIII                   | La Vall de Boí C. dels Horts, 8, Barruera                                                                                         |                                                        | IPA-15967     | Carregueu una nova foto d'aquest monument |
| Casa Joan Colomer                                       |                 | Obra popular XIX                     | La Vall de Boí Travessera del c. Major, 8                                                                                         | 42° 30′ 17″ N, 0° 48′ 03″ E / 42.504822°N,0.800759°E   | IPA-15968     | Carregueu una nova foto d'aquest monument |
| Farga de Boí                                            |                 | Obra popular                         | La Vall de Boí Venint de Barruera, a mà dreta. Al costat de la Central hidroelèctrica de Caldes de Boí                            | 42° 32′ 43″ N, 0° 50′ 17″ E / 42.545253°N,0.837978°E   | IPA-15969     | Carregueu una nova foto d'aquest monument |
| Pont sobre el riu de Sant Martí de Boí, Pont del Fornet | BCIL 2005       | Obra popular                         | La Vall de Boí En el poble de Boí sobre el riu Sant Martí                                                                         | 42° 31′ 17″ N, 0° 50′ 01″ E / 42.521384°N,0.833704°E   | IPA-15970     | Pont de Boí (la Vall de Boí) · Vegeu més fotos d'aquest monument · Carregueu una nova foto d'aquest monument                                   |
| Restes de l'església de Sant Martí                      |                 | Romànic XII                          | La Vall de Boí Taüll | 42° 31′ 09″ N, 0° 50′ 57″ E / 42.519105°N,0.849225°E   | IPA-15972     | Restes de l'església de Sant Martí (la Vall de Boí) · Vegeu més fotos d'aquest monument · Carregueu una nova foto d'aquest monument            |
| Antic molí de Taüll                                     | BCIL 2007       | Obra popular XX                      | La Vall de Boí Taüll | 42° 31′ 08″ N, 0° 50′ 58″ E / 42.518896°N,0.849325°E   | IPA-15973     | Antic molí de Taüll (la Vall de Boí) · Vegeu més fotos d'aquest monument · Carregueu una nova foto d'aquest monument                           |
| Casa Mansió                                             |                 | Obra popular                         | La Vall de Boí Prop de l'església de Sant Climent, Taüll                                                                          | 42° 31′ 04″ N, 0° 50′ 55″ E / 42.51776°N,0.848746°E    | IPA-15974     | Casa Mansic (la Vall de Boí) · Vegeu més fotos d'aquest monument · Carregueu una nova foto d'aquest monument                                   |
| Paller de Casa Bellita                                  |                 | Obra popular                         | La Vall de Boí Pl. Església, Taüll                                                                                                |                                                        | IPA-15975     | Carregueu una nova foto d'aquest monument |
| Casa Vidal                                              |                 | Obra popular XVI-XVII                | La Vall de Boí C. Major, 24, Erill la Vall                                                                                        | 42° 31′ 30″ N, 0° 49′ 32″ E / 42.525128°N,0.825498°E   | IPA-15976     | Casa Vidal (la Vall de Boí) · Vegeu més fotos d'aquest monument · Carregueu una nova foto d'aquest monument                                    |
| Casa de Colònies Can Vidal                              | BCIL 2002       | Obra popular                         | La Vall de Boí C. Major, 26, Erill la Vall                                                                                        | 42° 31′ 31″ N, 0° 49′ 32″ E / 42.525389°N,0.825432°E   | IPA-15977     | Carregueu una nova foto d'aquest monument |
| Casa Mossèn Batlle                                      | BCIL 2002       | Obra popular                         | La Vall de Boí C. Major, 8-10, Erill la Vall                                                                                      | 42° 31′ 30″ N, 0° 49′ 31″ E / 42.525128°N,0.825234°E   | IPA-15978     | Casa Mossèn Batlle (la Vall de Boí) · Vegeu més fotos d'aquest monument · Carregueu una nova foto d'aquest monument                            |
| Casa Joan Amat                                          |                 | Obra popular                         | La Vall de Boí C. Major, 22, Erill la Vall                                                                                        | 42° 31′ 30″ N, 0° 49′ 33″ E / 42.525098°N,0.825699°E   | IPA-15979     | Casa Joan Amat (la Vall de Boí) · Vegeu més fotos d'aquest monument · Carregueu una nova foto d'aquest monument                                |
| Casa Codina                                             |                 | Obra popular                         | La Vall de Boí C. Major, 30, Erill la Vall                                                                                        |                                                        | IPA-15980     | Carregueu una nova foto d'aquest monument |
| Casa Martin Pe                                          |                 | Obra popular                         | La Vall de Boí C. Major, 46, Erill la Vall                                                                                        |                                                        | IPA-15981     | Carregueu una nova foto d'aquest monument |
| Casa Ferro                                              |                 | Obra popular                         | La Vall de Boí Camí Vell de Boí, 3, Erill la Vall                                                                                 | 42° 31′ 31″ N, 0° 49′ 35″ E / 42.52533°N,0.826305°E    | IPA-15982     | Casa Ferro (la Vall de Boí) · Vegeu més fotos d'aquest monument · Carregueu una nova foto d'aquest monument                                    |
| Paller cobert i era de Casa Serrat                      |                 | Obra popular                         | La Vall de Boí Pl. de l'Església, 8, Erill la Vall                                                                                | 42° 31′ 29″ N, 0° 49′ 32″ E / 42.524684°N,0.825601°E   | IPA-15983     | Paller cobert i era de Casa Serrat (la Vall de Boí) · Vegeu més fotos d'aquest monument · Carregueu una nova foto d'aquest monument            |
| Casa Marquet                                            |                 | Obra popular                         | La Vall de Boí Pl. de l'Església, 10-11, Erill la Vall                                                                            | 42° 30′ N, 0° 48′ E / 42.5°N,0.8°E                     | IPA-15984     | Casa Marquet (la Vall de Boí) · Vegeu més fotos d'aquest monument · Carregueu una nova foto d'aquest monument                                  |
| Paller de Casa Amanda, Casa Amada                       | BCIL 2002       | Obra popular                         | La Vall de Boí Camí del Comú, 3, Erill la Vall                                                                                    | 42° 31′ 29″ N, 0° 49′ 34″ E / 42.524812°N,0.826068°E   | IPA-15985     | Paller de Casa Amanda (la Vall de Boí) · Vegeu més fotos d'aquest monument · Carregueu una nova foto d'aquest monument                         |
| Edifici de paller                                       |                 | Obra popular                         | La Vall de Boí C. Carretera, 3, Erill la Vall                                                                                     |                                                        | IPA-15986     | Carregueu una nova foto d'aquest monument |
| Casa Pernalle                                           |                 | Obra popular                         | La Vall de Boí Antic camí de Caldes de Boí, Erill la Vall                                                                         |                                                        | IPA-15987     | Carregueu una nova foto d'aquest monument |
| Casa Ignàcia                                            |                 | Obra popular                         | La Vall de Boí Antic camí de Caldes de Boí, 16, Erill la Vall                                                                     |                                                        | IPA-15988     | Carregueu una nova foto d'aquest monument |
| Paller de Casa Pere Martí                               |                 | Obra popular                         | La Vall de Boí Antic camí de Caldes de Boí, 18, Erill la Vall                                                                     |                                                        | IPA-15989     | Carregueu una nova foto d'aquest monument |
| Casa Torres                                             | BCIL 2002       |                                      | La Vall de Boí C. de la Muralla, 3, Boí                                                                                           | 42° 31′ 19″ N, 0° 50′ 03″ E / 42.522022°N,0.834076°E   | IPA-15990     | Carregueu una nova foto d'aquest monument |
| Casa Correies                                           | BCIL 2002       | Obra popular                         | La Vall de Boí C. Muralla, 5 - c. Raval, 4, Boí                                                                                   | 42° 31′ 19″ N, 0° 50′ 02″ E / 42.521952°N,0.834017°E   | IPA-15991     | Carregueu una nova foto d'aquest monument |
| Casa Tomeva                                             | BCIL 2002       | Obra popular                         | La Vall de Boí C. Muralla, 7, Boí                                                                                                 | 42° 31′ 19″ N, 0° 50′ 02″ E / 42.522015°N,0.833928°E   | IPA-15992     | Carregueu una nova foto d'aquest monument |
| Casa Rosa                                               |                 | Obra popular                         | La Vall de Boí C. Muralla, 9, Boí                                                                                                 |                                                        | IPA-15993     | Carregueu una nova foto d'aquest monument |
| Paller de Casa Marco                                    |                 | Obra popular                         | La Vall de Boí C. Muralla, 11, Boí                                                                                                |                                                        | IPA-15994     | Carregueu una nova foto d'aquest monument |
| Casa Marco, antiga Casa Sarà                            |                 | Obra popular                         | La Vall de Boí C. de la Muralla, 13, Boí                                                                                          |                                                        | IPA-15995     | Carregueu una nova foto d'aquest monument |
| Casa Mestre                                             |                 | Obra popular                         | La Vall de Boí C. de les Graieres, 15, Boí                                                                                        | 42° 31′ 19″ N, 0° 50′ 01″ E / 42.521844°N,0.833570°E   | IPA-15996     | Casa Mestre (la Vall de Boí) · Vegeu més fotos d'aquest monument · Carregueu una nova foto d'aquest monument                                   |
| Casa Simamet                                            | BCIL 2002       | Obra popular                         | La Vall de Boí C. Muralla, 4, Boí                                                                                                 | 42° 31′ 19″ N, 0° 50′ 02″ E / 42.521971°N,0.833870°E   | IPA-15997     | Casa Simamet (la Vall de Boí) · Vegeu més fotos d'aquest monument · Carregueu una nova foto d'aquest monument                                  |
| Casa Xic                                                |                 | Obra popular                         | La Vall de Boí C. de la Muralla, 8, Boí                                                                                           |                                                        | IPA-15998     | Carregueu una nova foto d'aquest monument |
| Casa dels Forestals                                     |                 | Obra popular                         | La Vall de Boí C. de la Muralla, 12, Boí                                                                                          |                                                        | IPA-15999     | Carregueu una nova foto d'aquest monument |
| Casa del Sabater                                        |                 | Obra popular                         | La Vall de Boí C. de la Muralla, 31, Boí                                                                                          |                                                        | IPA-16000     | Carregueu una nova foto d'aquest monument |
| Casa Pey, Casa Pei                                      | BCIL 2002       | Obra popular                         | La Vall de Boí C. del Raval, 21-27, Boí                                                                                           | 42° 31′ 18″ N, 0° 49′ 58″ E / 42.521614°N,0.832782°E   | IPA-16001     | Carregueu una nova foto d'aquest monument |
| Cobert, paller i era de Casa Pey                        |                 | Obra popular                         | La Vall de Boí C. Raval, 30 - c. Muralla, 16, Boí                                                                                 |                                                        | IPA-16002     | Carregueu una nova foto d'aquest monument |
| Casa del Ferrer, antiga Casa del Tardanor               |                 | Obra popular                         | La Vall de Boí C. de la Muralla, 26, Boí                                                                                          |                                                        | IPA-16003     | Carregueu una nova foto d'aquest monument |
| Casa Sastre                                             |                 | Obra popular                         | La Vall de Boí C. de la Muralla, 28, Boí                                                                                          |                                                        | IPA-16004     | Carregueu una nova foto d'aquest monument |
| Casa Ramon                                              |                 | Obra popular                         | La Vall de Boí C. Raval, 32, Boí                                                                                                  |                                                        | IPA-16005     | Carregueu una nova foto d'aquest monument |
| Casa Escudé                                             |                 | Obra popular                         | La Vall de Boí C. de la Muralla, 46, Boí                                                                                          |                                                        | IPA-16006     | Carregueu una nova foto d'aquest monument |
| Casa Cosan                                              |                 | Obra popular                         | La Vall de Boí C. de la Muralla, 36, Boí                                                                                          |                                                        | IPA-16007     | Carregueu una nova foto d'aquest monument |
| Casa Pedro                                              |                 | Obra popular                         | La Vall de Boí C. de la Muralla, 34, Boí                                                                                          |                                                        | IPA-16008     | Carregueu una nova foto d'aquest monument |
| Cort i paller de Casa Lluguis                           |                 | Obra popular                         | La Vall de Boí C. de la Muralla, 50, Boí                                                                                          |                                                        | IPA-16009     | Carregueu una nova foto d'aquest monument |
| Cobert i era de Casa Sília                              |                 | Obra popular                         | La Vall de Boí C. del Raval, 58, Boí                                                                                              |                                                        | IPA-16010     | Carregueu una nova foto d'aquest monument |
| Paller i cort de Casa Sília                             |                 | Obra popular                         | La Vall de Boí C. del Raval, 52, Boí                                                                                              |                                                        | IPA-16011     | Carregueu una nova foto d'aquest monument |
| Casa Xiquet                                             |                 | Obra popular                         | La Vall de Boí C. del Raval, 38, Boí                                                                                              | 42° 31′ 18″ N, 0° 49′ 58″ E / 42.521711°N,0.832739°E   | IPA-16012     | Carregueu una nova foto d'aquest monument |
| Paller i cort de Casa Xiquet                            |                 | Obra popular                         | La Vall de Boí C. del Raval, 54, Boí                                                                                              |                                                        | IPA-16013     | Carregueu una nova foto d'aquest monument |
| Casa Pedro Lavella                                      |                 | Obra popular                         | La Vall de Boí C. del Raval, 48, Boí                                                                                              |                                                        | IPA-16014     | Carregueu una nova foto d'aquest monument |
| Casa Callís                                             |                 | Obra popular                         | La Vall de Boí C. del Raval, 11-19, Boí                                                                                           |                                                        | IPA-16015     | Carregueu una nova foto d'aquest monument |
| Casa Guasch                                             |                 | Obra popular                         | La Vall de Boí C. Raval, 22, Boí                                                                                                  | 41° 08′ 38″ N, 1° 15′ 26″ E / 41.1439612°N,1.2571182°E | IPA-16016     | Carregueu una nova foto d'aquest monument |
| Paller, corts i cobert de Casa Guasch                   |                 | Obra popular                         | La Vall de Boí C. del Raval, 9, Boí                                                                                               |                                                        | IPA-16017     | Carregueu una nova foto d'aquest monument |
| Capella d'hivern                                        | BCIL 2002       | Obra popular                         | La Vall de Boí C. del Raval, 24, Boí                                                                                              | 42° 31′ 18″ N, 0° 50′ 00″ E / 42.521543°N,0.833433°E   | IPA-16018     | Carregueu una nova foto d'aquest monument |
| Casa Tenda                                              |                 | Obra popular, neoclassicisme         | La Vall de Boí C. A, 4, Boí |                                                        | IPA-16019     | Carregueu una nova foto d'aquest monument |
| Pallers i corts de Casa Tenda                           | BCIL 2002       | Obra popular                         | La Vall de Boí C. del Raval, 33 i 50, Boí                                                                                         | 42° 31′ 19″ N, 0° 49′ 57″ E / 42.521816°N,0.832479°E   | IPA-16020     | Carregueu una nova foto d'aquest monument |
| Paller de Casa Ramon                                    |                 | Obra popular                         | La Vall de Boí C. del Raval, 18, Boí                                                                                              |                                                        | IPA-16021     | Carregueu una nova foto d'aquest monument |
| Casa Casòs                                              |                 | Obra popular                         | La Vall de Boí C. de Taüll, 19 - camí B, 2, Boí                                                                                   | 42° 31′ 19″ N, 0° 50′ 05″ E / 42.522061°N,0.834816°E   | IPA-16022     | Carregueu una nova foto d'aquest monument |
| Casa Quel, antiga Casa del Mestre                       |                 | Obra popular                         | La Vall de Boí Ctra. Taüll, 13, Boí                                                                                               |                                                        | IPA-16023     | Carregueu una nova foto d'aquest monument |
| Casa Gaspar                                             |                 | Obra popular                         | La Vall de Boí Ctra. Taüll, 9, Boí                                                                                                | 42° 31′ 23″ N, 0° 50′ 03″ E / 42.523186°N,0.834201°E   | IPA-16024     | Carregueu una nova foto d'aquest monument |
| Casa Pena                                               | BCIL 2002       | Obra popular XIX                     | La Vall de Boí C. Sant Ramon, Durro                                                                                               | 42° 29′ 52″ N, 0° 49′ 23″ E / 42.497832°N,0.823161°E   | IPA-16027     | Carregueu una nova foto d'aquest monument |
| Casa Solé                                               | BCIL 2002       | Obra popular                         | La Vall de Boí C. Sant Ramon, 3, Durro                                                                                            | 42° 29′ 53″ N, 0° 49′ 23″ E / 42.498015°N,0.823046°E   | IPA-16028     | Carregueu una nova foto d'aquest monument |
| Casa Mariana                                            | BCIL 2002       | Obra popular                         | La Vall de Boí C. Sant Ramon, 1, Durro                                                                                            | 42° 29′ 53″ N, 0° 49′ 23″ E / 42.498158°N,0.822926°E   | IPA-16029     | Carregueu una nova foto d'aquest monument |
| Casa Sastret                                            |                 | Obra popular                         | La Vall de Boí C. Sant Antoni, 32, Durro                                                                                          |                                                        | IPA-16030     | Carregueu una nova foto d'aquest monument |
| Casa Ferrero                                            | BCIL 2002       | Obra popular                         | La Vall de Boí Barranc, 2, Durro                                                                                                  | 42° 29′ 54″ N, 0° 49′ 20″ E / 42.498228°N,0.822279°E   | IPA-16031     | Carregueu una nova foto d'aquest monument |
| Paller Casa Ferrero                                     |                 | Obra popular                         | La Vall de Boí C. Sant Antoni, 25, Durro                                                                                          |                                                        | IPA-16032     | Carregueu una nova foto d'aquest monument |
| Paller Estatuet                                         |                 | Obra popular                         | La Vall de Boí C. Sant Antoni, 26, Durro                                                                                          |                                                        | IPA-16033     | Carregueu una nova foto d'aquest monument |
| Casa Vicent, Casa Aguilar                               |                 | Obra popular                         | La Vall de Boí C. Sant Antoni, 23, Durro                                                                                          |                                                        | IPA-16034     | Carregueu una nova foto d'aquest monument |
| Casa Ribal                                              | BCIL 2002       | Obra popular                         | La Vall de Boí C. del Pòsol, Durro                                                                                                | 42° 29′ 52″ N, 0° 49′ 21″ E / 42.497678°N,0.822372°E   | IPA-16035     | Casa Ribal (la Vall de Boí) · Vegeu més fotos d'aquest monument · Carregueu una nova foto d'aquest monument                                    |
| Casa Salats                                             |                 | Obra popular                         | La Vall de Boí C. Sant Ramon, 14 - Barranc, 11, Durro                                                                             |                                                        | IPA-16036     | Carregueu una nova foto d'aquest monument |
| Casa Iguana                                             |                 | Obra popular                         | La Vall de Boí Durro | 42° 29′ 53″ N, 0° 49′ 20″ E / 42.49809°N,0.82215°E     | IPA-16037     | Carregueu una nova foto d'aquest monument |
| Casa Sastre                                             |                 | Obra popular                         | La Vall de Boí C. Sant Antoni, Durro                                                                                              |                                                        | IPA-16038     | Carregueu una nova foto d'aquest monument |
| Casa Salasó                                             |                 | Obra popular                         | La Vall de Boí C. Sant Antoni, Durro                                                                                              |                                                        | IPA-16039     | Carregueu una nova foto d'aquest monument |
| Casa Pons                                               |                 | Obra popular                         | La Vall de Boí C. Sant Antoni, Durro                                                                                              |                                                        | IPA-16040     | Carregueu una nova foto d'aquest monument |
| Casa Garbot                                             |                 | Obra popular                         | La Vall de Boí C. Sant Antoni, Durro                                                                                              |                                                        | IPA-16041     | Carregueu una nova foto d'aquest monument |
| Cobert Casa Duran                                       |                 | Obra popular                         | La Vall de Boí Durro |                                                        | IPA-16042     | Carregueu una nova foto d'aquest monument |
| Casa Trogal                                             |                 | Obra popular XIX                     | La Vall de Boí Travessia c. Major, Durro                                                                                          |                                                        | IPA-16043     | Carregueu una nova foto d'aquest monument |
| Casa Coyo                                               |                 | Obra popular                         | La Vall de Boí C. Sant Antoni, Durro                                                                                              |                                                        | IPA-16044     | Carregueu una nova foto d'aquest monument |
| Paller Casa Coyo                                        |                 | Obra popular                         | La Vall de Boí Durro |                                                        | IPA-16045     | Carregueu una nova foto d'aquest monument |
| Casa Ferrer de la Font d'Aran                           |                 | Obra popular                         | La Vall de Boí Durro |                                                        | IPA-16046     | Carregueu una nova foto d'aquest monument |
| Casa Garbotet                                           |                 | Obra popular                         | La Vall de Boí Durro |                                                        | IPA-16047     | Carregueu una nova foto d'aquest monument |
| Casa Morera                                             |                 | Obra popular                         | La Vall de Boí C. Major, Durro |                                                        | IPA-16048     | Carregueu una nova foto d'aquest monument |
| Casa Conilla                                            |                 | Obra popular                         | La Vall de Boí Durro |                                                        | IPA-16049     | Carregueu una nova foto d'aquest monument |
| Casa Barber                                             |                 | Obra popular                         | La Vall de Boí C. Sant Antoni - c. Major, Durro                                                                                   |                                                        | IPA-16050     | Carregueu una nova foto d'aquest monument |
| Casa Marquès                                            |                 | Obra popular                         | La Vall de Boí C. Major, Durro | 42° 29′ 54″ N, 0° 49′ 17″ E / 42.498199°N,0.821344°E   | IPA-16051     | Casa Marquès (la Vall de Boí) · Vegeu més fotos d'aquest monument · Carregueu una nova foto d'aquest monument                                  |
| Casa Gabarret                                           |                 | Obra popular                         | La Vall de Boí Pròxim al c. Saraís, Durro                                                                                         |                                                        | IPA-16052     | Carregueu una nova foto d'aquest monument |
| Casa Marco                                              |                 | Obra popular                         | La Vall de Boí Durro |                                                        | IPA-16053     | Carregueu una nova foto d'aquest monument |
| Casa Llavasa                                            | BCIL 2002       | Obra popular                         | La Vall de Boí C. de Sabais, 20, Durro                                                                                            | 42° 29′ 53″ N, 0° 49′ 18″ E / 42.497924°N,0.821580°E   | IPA-16054     | Casa Llavasa (la Vall de Boí) · Vegeu més fotos d'aquest monument · Carregueu una nova foto d'aquest monument                                  |
| Casa Margalida                                          |                 | Obra popular                         | La Vall de Boí C. Major, Durro |                                                        | IPA-16055     | Carregueu una nova foto d'aquest monument |
| Casa Pepe                                               |                 | Obra popular                         | La Vall de Boí Pl. Major, Durro                                                                                                   |                                                        | IPA-16056     | Carregueu una nova foto d'aquest monument |
| Casa Salze                                              | BCIL 2002       | Obra popular                         | La Vall de Boí C. de l'Església, 7, Durro                                                                                         | 42° 29′ 54″ N, 0° 49′ 16″ E / 42.498276°N,0.821043°E   | IPA-16057     | Carregueu una nova foto d'aquest monument |
| Casa Fierro, Ca l'Andorrà                               |                 | Obra popular                         | La Vall de Boí C. de la Font - c. Major, Durro                                                                                    |                                                        | IPA-16058     | Carregueu una nova foto d'aquest monument |
| Rectoria, la Badia                                      | BCIL 2002       | Obra popular                         | La Vall de Boí C. de l'Església, 1, Durro                                                                                         | 42° 29′ 54″ N, 0° 49′ 15″ E / 42.498345°N,0.820749°E   | IPA-16059     | Carregueu una nova foto d'aquest monument |
| Casa Montanera                                          |                 | Obra popular                         | La Vall de Boí Pl. Major, Durro                                                                                                   | 42° 29′ 53″ N, 0° 49′ 16″ E / 42.498166°N,0.821125°E   | IPA-16060     | Casa Montanera (la Vall de Boí) · Vegeu més fotos d'aquest monument · Carregueu una nova foto d'aquest monument                                |
| Casa Ros                                                |                 | Obra popular                         | La Vall de Boí Pl. Major, Durro                                                                                                   | 42° 29′ 53″ N, 0° 49′ 16″ E / 42.49806°N,0.82118°E     | IPA-16061     | Carregueu una nova foto d'aquest monument |
| Casa Llúcia                                             |                 | Obra popular                         | La Vall de Boí C. Saraís, Durro                                                                                                   |                                                        | IPA-16062     | Carregueu una nova foto d'aquest monument |
| Casa Moliner                                            |                 | Obra popular                         | La Vall de Boí C. Saraís, Durro                                                                                                   |                                                        | IPA-16063     | Carregueu una nova foto d'aquest monument |
| Paller Casa Moliner                                     | BCIL 2002       | Obra popular                         | La Vall de Boí C. Sabais, 14-16, Durro                                                                                            | 42° 29′ 53″ N, 0° 49′ 17″ E / 42.498040°N,0.821257°E   | IPA-16064     | Paller de Casa Moliner (la Vall de Boí) · Vegeu més fotos d'aquest monument · Carregueu una nova foto d'aquest monument                        |
| Casa Perbor, Casa Paregort                              | BCIL 2002       | Obra popular XIX                     | La Vall de Boí C. Sabais, Durro                                                                                                   | 42° 29′ 53″ N, 0° 49′ 16″ E / 42.497987°N,0.821078°E   | IPA-16065     | Carregueu una nova foto d'aquest monument |
| Casa Ferrer Joanet                                      | BCIL 2002       | Obra popular                         | La Vall de Boí C. Sabais, Durro                                                                                                   | 42° 29′ 53″ N, 0° 49′ 15″ E / 42.497961°N,0.820851°E   | IPA-16067     | Carregueu una nova foto d'aquest monument |
| Casa Agustina                                           |                 | Obra popular                         | La Vall de Boí C. Saraís, Durro                                                                                                   |                                                        | IPA-16068     | Carregueu una nova foto d'aquest monument |
| Casa Bernat                                             |                 | Obra popular                         | La Vall de Boí Durro |                                                        | IPA-16069     | Carregueu una nova foto d'aquest monument |
| Casa Xanet                                              |                 | Obra popular                         | La Vall de Boí C. Saraís, Durro                                                                                                   | 42° 29′ 52″ N, 0° 49′ 14″ E / 42.49779°N,0.82060°E     | IPA-16070     | Carregueu una nova foto d'aquest monument |
| Casa Trobalet                                           |                 | Obra popular                         | La Vall de Boí Durro |                                                        | IPA-16071     | Carregueu una nova foto d'aquest monument |
| Serradora                                               |                 | Obra popular                         | La Vall de Boí Camí de Sant Quirc, Durro                                                                                          |                                                        | IPA-16072     | Carregueu una nova foto d'aquest monument |
| Carrer Sant Antoni                                      |                 | Obra popular                         | La Vall de Boí C. Sant Antoni, Durro                                                                                              | 42° 29′ 55″ N, 0° 49′ 17″ E / 42.498673°N,0.821299°E   | IPA-16073     | Carregueu una nova foto d'aquest monument |
| Casa Llobató de Cardet                                  | BCIL 2002       | Obra popular                         | La Vall de Boí C. les Abelles, 6, Cardet                                                                                          | 42° 29′ 54″ N, 0° 47′ 08″ E / 42.498315°N,0.785524°E   | IPA-16074     | Casa Llobató de Cardet (la Vall de Boí) · Vegeu més fotos d'aquest monument · Carregueu una nova foto d'aquest monument                        |
| Casa Armengol de Cardet, habitatge, paller i era        | BCIL 2002       | Obra popular                         | La Vall de Boí C. les Abelles, 3-5, Cardet                                                                                        | 42° 29′ 54″ N, 0° 47′ 07″ E / 42.498278°N,0.785362°E   | IPA-16075     | Casa Armengol de Cardet (la Vall de Boí) · Vegeu més fotos d'aquest monument · Carregueu una nova foto d'aquest monument                       |
| Capella de la Puríssima de Cóll                         | BCIL 2002       | Obra popular XVIII                   | La Vall de Boí Cóll | 42° 28′ 22″ N, 0° 46′ 18″ E / 42.472743°N,0.771627°E   | IPA-16076     | Capella de la Puríssima de Cóll (la Vall de Boí) · Vegeu més fotos d'aquest monument · Carregueu una nova foto d'aquest monument               |
| Paller al carrer Perayal                                |                 | Obra popular                         | La Vall de Boí C. Perayal, Cóll                                                                                                   | 42° 28′ 21″ N, 0° 46′ 16″ E / 42.472533°N,0.770982°E   | IPA-16078     | Paller al carrer Peraval (la Vall de Boí) · Vegeu més fotos d'aquest monument · Carregueu una nova foto d'aquest monument                      |
| Habitatge a la plaça Major                              |                 | Obra popular                         | La Vall de Boí Pl. Major, Cóll | 42° 28′ 23″ N, 0° 46′ 17″ E / 42.472947°N,0.771294°E   | IPA-16079     | Habitatge a la plaça Major (la Vall de Boí) · Vegeu més fotos d'aquest monument · Carregueu una nova foto d'aquest monument                    |
| Balneari de Caldes de Boí                               | BCIL 2002       | Obra popular XVIII                   | La Vall de Boí Caldes de Boí | 42° 33′ 47″ N, 0° 50′ 32″ E / 42.562986°N,0.842085°E   | IPA-16080     | Balneari de Caldes de Boí (la Vall de Boí) · Vegeu més fotos d'aquest monument · Carregueu una nova foto d'aquest monument                     |
| Cobert de Can Quelet de Boí                             | BCIL 2002       |                                      | La Vall de Boí C. del Fornet, Boí                                                                                                 | 42° 31′ 19″ N, 0° 50′ 03″ E / 42.521896°N,0.834046°E   | IPA-26656     | Cobert de Can Quelet de Boí (la Vall de Boí) · Vegeu més fotos d'aquest monument · Carregueu una nova foto d'aquest monument                   |
| Casa Llovet de Taüll                                    | BCIL 2002       |                                      | La Vall de Boí Pl. Franc, 5, Taüll                                                                                                | 42° 31′ 15″ N, 0° 50′ 51″ E / 42.520696°N,0.847442°E   | IPA-26657     | Casa Llovet de Taüll (la Vall de Boí) · Vegeu més fotos d'aquest monument · Carregueu una nova foto d'aquest monument                          |
| Casa Pubill i Capella, Casa Coll                        | BCIL 2000       | Historicisme, obra popular XVIII, XX | La Vall de Boí C. Major, 34, Barruera                                                                                             | 42° 30′ 21″ N, 0° 48′ 05″ E / 42.505954°N,0.801475°E   | IPA-31081     | Casa Pubill i Capella (la Vall de Boí) · Vegeu més fotos d'aquest monument · Carregueu una nova foto d'aquest monument                         |
| Forn del Camí dels Enamorats                            |                 | Obra popular XIX-XX                  | La Vall de Boí Camí dels Enamorats, la Palanca                                                                                    |                                                        | IPA-43741     | Carregueu una nova foto d'aquest monument |
| Presa de Cavallers                                      |                 | XX                                   | La Vall de Boí L-500, Barruguera, Riu Noguera de Tort                                                                             | 42° 35′ 07″ N, 0° 51′ 16″ E / 42.58527°N,0.85438°E     | IPA-46436     | Presa de Cavallers (la Vall de Boí) · Vegeu més fotos d'aquest monument · Carregueu una nova foto d'aquest monument                            |

## Vilaller
| Monument                                | Protecció    | Estil/època                | Localització                                           | Coordenades                                          | Codi?         | Imatge |
| --------------------------------------- | ------------ | -------------------------- | ------------------------------------------------------ | ---------------------------------------------------- | ------------- | --- |
| Restes de murs i fortificació           | BCIN 1773-MH | Medieval                   | Vilaller Nucli antic de Vilaller                       | 42° 28′ 36″ N, 0° 42′ 58″ E / 42.476633°N,0.716064°E | RI-51-0006545 | Restes de murs i fortificació (Vilaller) · Vegeu més fotos d'aquest monument · Carregueu una nova foto d'aquest monument           |
| Església parroquial de Sant Climent     | BCIL 2010    | Barroc XVIII               | Vilaller Pl. de l'Església                             | 42° 28′ 36″ N, 0° 43′ 00″ E / 42.476618°N,0.716697°E | IPA-16134     | Església parroquial de Sant Climent (Vilaller) · Vegeu més fotos d'aquest monument · Carregueu una nova foto d'aquest monument     |
| Església parroquial de Santa Cecília    | BCIL 2010    | Preromànic, romànic IX, XI | Vilaller C. Santa Cecília, Senet                       | 42° 33′ 28″ N, 0° 45′ 12″ E / 42.557742°N,0.753388°E | IPA-16137     | Carregueu una nova foto d'aquest monument                                                                                          |
| Pont vell de Vilaller                   | BCIL 2010    | Obra popular               | Vilaller C. del Trinquet, sobre el Noguera Ribagorçana | 42° 28′ 38″ N, 0° 42′ 54″ E / 42.477342°N,0.715065°E | IPA-16138     | Pont vell de Vilaller · Vegeu més fotos d'aquest monument · Carregueu una nova foto d'aquest monument                              |
| Santuari de la Mare de Déu de Riupedrós | BCIL 2010    | Obra popular XX Final      | Vilaller Partida de Reperós                            | 42° 29′ 03″ N, 0° 42′ 56″ E / 42.484051°N,0.715514°E | IPA-38441     | Santuari de la Mare de Déu de Riupedrós (Vilaller) · Vegeu més fotos d'aquest monument · Carregueu una nova foto d'aquest monument |
| Seminari Conciliar de Riupedrós         | BCIL 2013    | Obra popular XX            | Vilaller                                               | 42° 29′ 01″ N, 0° 42′ 56″ E / 42.483495°N,0.715620°E | IPA-38442     | Seminari Conciliar de Riupedrós (Vilaller) · Vegeu més fotos d'aquest monument · Carregueu una nova foto d'aquest monument         |
| Ermita de Sant Mamés                    | BCIL 2010    | Romànic, obra popular XIII | Vilaller Partida de Sant Mamés                         | 42° 29′ 03″ N, 0° 43′ 04″ E / 42.484135°N,0.717908°E | IPA-38443     | Ermita de Sant Mamés (Vilaller) · Vegeu més fotos d'aquest monument · Carregueu una nova foto d'aquest monument                    |
| Casa Massover                           | BCIL 2010    |                            | Vilaller C. del Mig                                    | 42° 28′ 35″ N, 0° 42′ 58″ E / 42.476335°N,0.716038°E | IPA-40133     | Carregueu una nova foto d'aquest monument                                                                                          |
| Casa Calvera la Vella                   | BCIL 2010    | Obra popular               | Vilaller C. del Mig                                    |                                                      | IPA-41881     | Carregueu una nova foto d'aquest monument                                                                                          |
| Casa Roqué                              | BCIL 2010    | Obra popular               | Vilaller C. del Mig                                    | 42° 28′ 35″ N, 0° 42′ 58″ E / 42.476254°N,0.716011°E | IPA-41882     | Carregueu una nova foto d'aquest monument                                                                                          |
| Casa Taüll                              | BCIL 2010    | Obra popular               | Vilaller C. de l'Alba                                  | 42° 28′ 36″ N, 0° 42′ 58″ E / 42.476794°N,0.716003°E | IPA-41885     | Carregueu una nova foto d'aquest monument                                                                                          |
| Casa Riu                                | BCIL 2010    | Obra popular               | Vilaller C. de la Font, Senet                          | 42° 33′ 22″ N, 0° 45′ 09″ E / 42.556242°N,0.752609°E | IPA-41892     | Carregueu una nova foto d'aquest monument                                                                                          |
| Solar Paller de Casa Riu                | BCIL 2010    | Obra popular               | Vilaller C. de la Font, Senet                          | 42° 33′ 23″ N, 0° 45′ 10″ E / 42.556405°N,0.752651°E | IPA-41893     | Carregueu una nova foto d'aquest monument                                                                                          |
| L'Om del Trinquet                       | BCIL 2010    |                            | Vilaller                                               | 42° 28′ 38″ N, 0° 42′ 57″ E / 42.477259°N,0.715804°E | IPA-41917     | L'Om del Trinquet (Vilaller) · Vegeu més fotos d'aquest monument · Carregueu una nova foto d'aquest monument                       |
| Forats dels Carantos                    | BCIL 2012    | Obra popular               | Vilaller                                               |                                                      | IPA-41918     | Carregueu una nova foto d'aquest monument                                                                                          |
| Faro vell de les Falles de Sant Joan    | BCIL 2010    |                            | Vilaller Partida de Montarroi                          | 42° 28′ 05″ N, 0° 43′ 58″ E / 42.468007°N,0.732865°E | IPA-41919     | Carregueu una nova foto d'aquest monument                                                                                          |
| Faros de les Falles de Sant Joan        | BCIL 2010    |                            | Vilaller Senet                                         | 42° 33′ 20″ N, 0° 45′ 29″ E / 42.555636°N,0.757990°E | IPA-41920     | Carregueu una nova foto d'aquest monument                                                                                          |